# 矢沢孝子
矢沢 孝子（やざわ たかこ、1877年（明治10年）5月6日 - 1956年（昭和31年）4月13日）は、日本の女流歌人である。本名はたか。

## 経歴・人物
兵庫県の篠山町（現在の丹波篠山市）にて、篠山藩士だった矢沢一貫とその妻のてるとの間に長女として生まれた。幼くして父から漢詩や和歌を学び、大阪府立堂島高等女学校（現在の大阪府立大手前高等学校）に入学する。その後中退し、1893年（明治26年）に留学のため上海に移住し、東洋学館にて英語等を学んだ。その後帰国し、1896年（明治29年）には20歳の若さで妻の父の次男と結婚した後に小学校の教員として活動する。
教職を引退した直後に新潮社に入社し、自身が詠んだ歌を同社が出版する「スバル」に寄稿し発表した。これによって同社から「関西の与謝野晶子」と呼ばれ、名を馳せたその後も「創作」及び「珊瑚礁」にも寄稿し、若山牧水と親交を持つ。1914年（大正3年）には花田比露思に招聘され、自身が主催する「潮騒」の一員となった。1919年（大正8年）に「藤之歌舎」を創設し、万葉集や漢詩の講義をはじめ、歌人の育成に携わり、1926年（大正15年）には矢沢の門人と共に安江不空の門人となる。死去後の1982年（昭和57年）には奈良県宇陀市に所在する大野寺に自身が詠歌した歌碑が建立された。

## 著書
- 『鶏冠木（かえで）』 - 1910年（明治43年）に刊行されたが[2][3]、後に女流歌人として愛欲表現は不適切として発行禁止となった[1][3]。
- 『はつ夏』- 1914年（大正3年）刊行[2][3]。
- 『湯気のかく絵』 - 1923年（大正12年）刊行[3]。